# Eremogarypus eximius
Espèce
Eremogarypus eximius est une espèce de pseudoscorpions de la famille des Garypidae.

## Distribution
Cette espèce est endémique de Namibie. Elle se rencontre vers Swartbank.

## Publication originale
- Beier, 1973 : Weiteres zur Kenntnis der Pseudoscorpioniden Südwestafrikas. Cimbebasia, sér. A, vol. 2, no 7, p. 97-101.